# Pindrow-Tanne
Die Pindrow-Tanne (Abies pindrow) ist eine Pflanzenart aus der Gattung der Tannen (Abies) in der Familie der Kieferngewächse (Pinaceae). Die Art ist im westlichen Himalaya und den angrenzenden Gebirgen beheimatet.

## Beschreibung
Die Pindrow-Tanne ist ein immergrüner Baum der Wuchshöhen von bis zu 60 Metern und Brusthöhendurchmesser von bis zu 2,4 Metern erreichen kann. Die schmale Krone weist meist eine konische Wuchsform auf. Jungbäume haben eine glatte, gräuliche Borke, welche bei älteren Bäumen Furchen bildet und sich graubraun verfärbt. Die gelbgraue bis rotbraune Zweigrinde ist haarlos.
Die großen und harzigen Knospen sind kugelförmig. Die Nadeln werden 2,5 bis 6 Zentimeter lang und 1,5 bis 2 Millimeter breit. Die Nadeln sind häufig gespalten, nur junge Nadeln sind spitz. Die Nadeloberseite ist glänzend dunkelgrün gefärbt. An der Nadelunterseite findet man zwei gräuliche Stomatabänder.

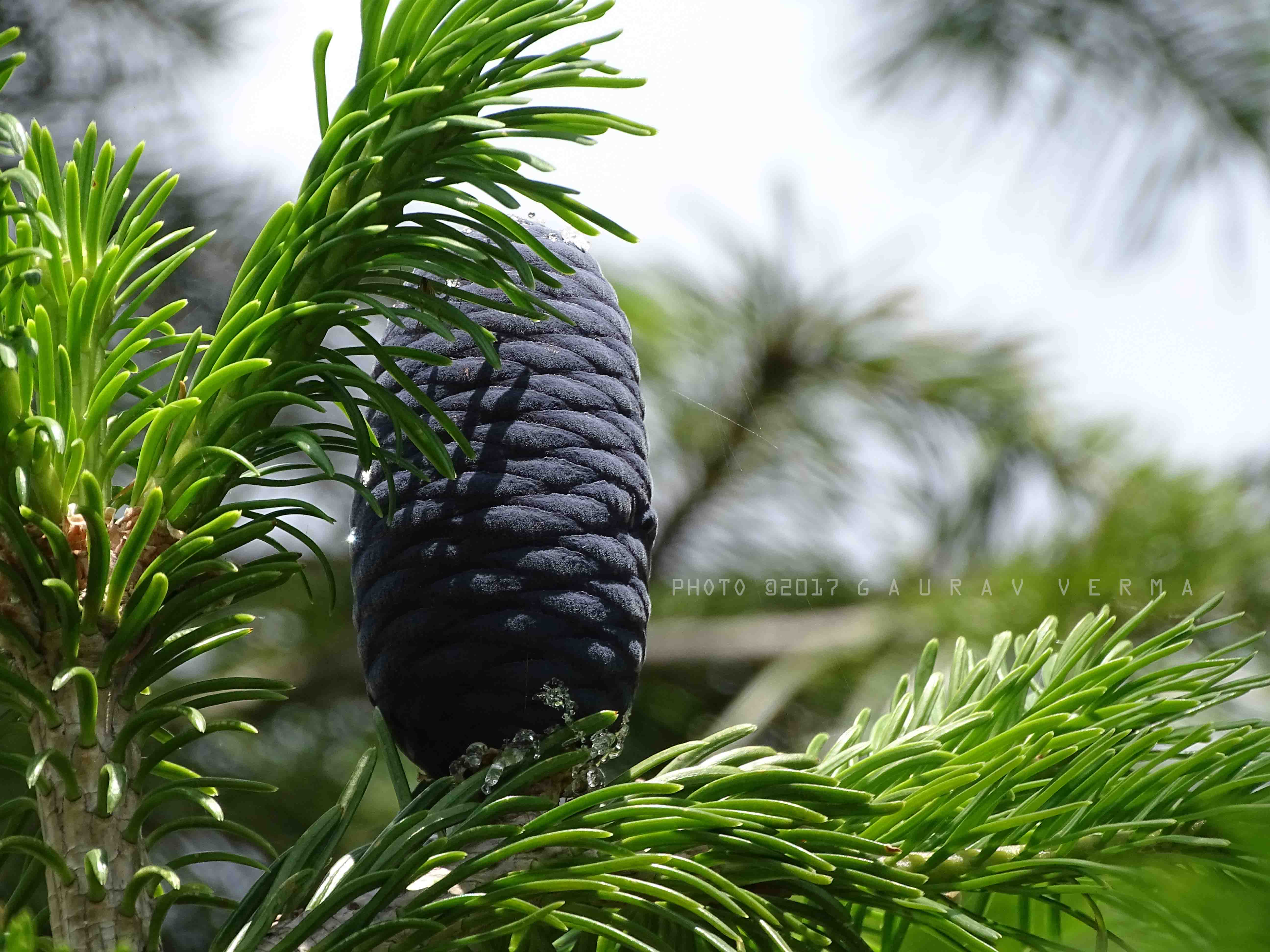
Pindrow-Tanne (Abies pindrow) mit Zapfen

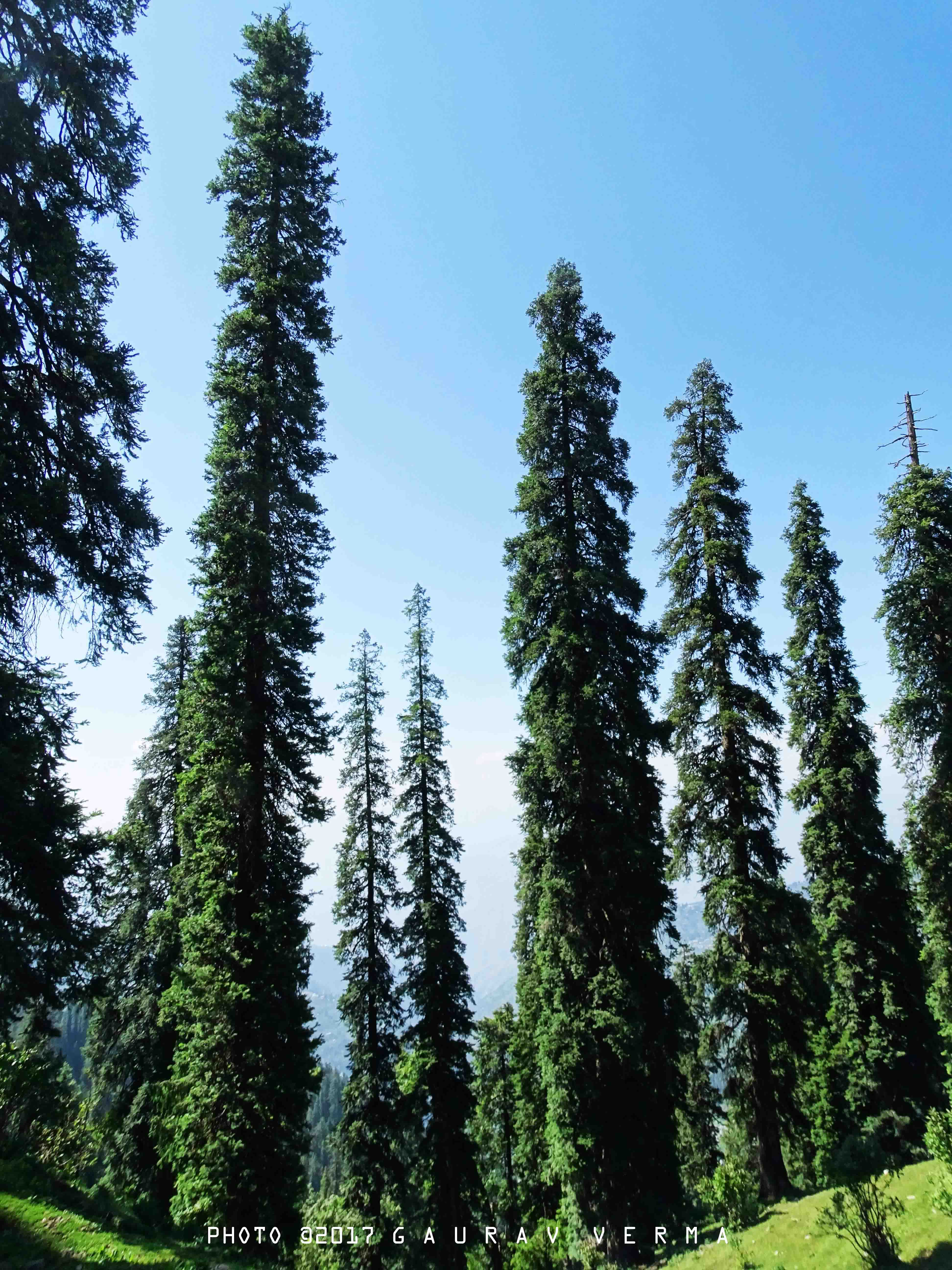
Pindrow-Tanne (Abies pindrow)

Die rötlich-grünen männlichen Blütenzapfen werden 1 bis 2 Zentimeter groß und sind elliptisch geformt. Die zylindrischen Zapfen werden 10 bis 18 Zentimeter lang und 6 bis 7 Millimeter dick. Zur Reife im September hin verfärben sich die zuerst dunkelpurpur gefärbten Zapfen braun. Die Samenschuppen der Zapfen werden rund 3 Zentimeter groß. Die Samen  werden 1 bis 1,2 Zentimeter lang und besitzen einen Flügel, der doppelt so lang wird wie das Samenkorn.

## Verbreitung und Standort
Das natürliche Verbreitungsgebiet der Pindrow-Tanne erstreckt sich von den Gebirgen im Osten Afghanistans über das nordindische Unionsterritorium Jammu und Kashmir und die Bundesstaaten Himachal Pradesh und Uttar Pradesh bis nach Nepal. Man findet die Art in Höhenlagen von 2000 bis 3100 Metern.
Es werden häufig Mischbestände mit der Himalaya-Zeder (Cedrus deodara), der Himalaya-Fichte (Picea smithiana) und der Tränen-Kiefer (Pinus wallichiana) gebildet.

## Nutzung
Das Holz wird als Konstruktionsholz sowie zur Herstellung von Streichhölzern und Zellstoff genutzt.

## Systematik
Die Pindrow-Tanne wird innerhalb der Gattung der Tannen (Abies) der Sektion Momi und der Untersektion Holophyllae zugeordnet. Synonyme für die Art sind Abies webbiana var. pindrow (Royle) Brandis und Pinus pindrow (Royle) D. Don.

### Varietäten
Neben der Nominatform werden zwei Varietäten unterschieden:
- Abies pindrow var. brevifolia Dallim. & A. B. Jacks. hat rötlich-braune Knospen und kürzere Nadeln als die Nominatform. Sie ist im Norden Indiens beheimatet. Gelegentlich wird sie als eigenständige Art Abies gamblei Hickel geführt.[1][4]
- Abies pindrow var. intermedia Henry stellt eine Zwischenform zwischen der Pindrow-Tanne und der Himalaya-Tanne (Abies spectabilis) dar und entsteht offensichtlich durch Hybridisierung im Überlappungsgebiet der beiden Arten. In ihrem Erscheinungsbild ähnelt var. intermedia stark der Pindrow-Tanne. Lediglich die Nadeln sind gekämmt, bis 5,5 cm lang und mit konvexer Unterseite.[1]

## Gefährdung und Schutz
Die Art wird in der Roten Liste der IUCN als „nicht gefährdet“ geführt. Es wird jedoch darauf hingewiesen das eine neuerliche Überprüfung der Gefährdung nötig ist.